# 007 죽느냐 사느냐
《007 죽느냐 사느냐》(Live and Let Die, 1973)는 스파이 영화 제임스 본드 시리즈의 8번째 작품이다. 이언 프로덕션스에서 제작했고 스타 배우 로저 무어가 처음으로 가상의 MI6 요원 제임스 본드를 연기했다. 알버트 R. 브로콜리와 해리 살츠만이 프로듀서로 참여한 이 영화는 가이 해밀턴이 연출한 4편의 본드 영화 중 3번째에 속한다. 프로듀서 측에서는 시리즈의 전작에서 본드를 연기한 숀 코너리가 배역을 맡기를 바랐지만, 그가 거절했기 때문에 새로운 배우를 물색했고, 그 결과 로저 무어가 주역을 맡게 되었다.
이 영화는 이언 플레밍이 쓴 동명의 소설을 원작으로 한다. 극중에서, 할렘의 마약왕으로 통하는 속칭 미스터 빅은 적대 관계에 있는 마약 부호를 시장에서 내쫓기 위해 2톤의 헤로인을 무료로 유통하려고 한다. 미스터 빅은 사실 헤로인 재배지가 목장으로 위장되어 있는 가상의 섬 산 모니크를 통치하는 카리브 해의 부패한 독재자, 닥터 카낭가의 다른 인격임이 밝혀진다. 3명의 영국 요원의 죽음을 조사하던 본드는 자연스럽게 카낭가에게 접근하게 되며, 그러면서 갱스터와 부두의 세계에 휘말리고 마약 부호의 계획을 싸워서 저지해야 할 상황에 놓인다.
《007 죽느냐 사느냐》는 흑인의 전형화가 극에 달하던 시기에 출시되었고, 수많은 흑인 전형화의 원형과 클리셰가 영화에 묘사되고 있다. 경멸조의 인종적 욕설 ("검둥이"), 흑인 갱스터, 핌프모빌 등이 그 예시다. 이전 제임스 본드 영화에서 보이던 과대망상이 있던 슈퍼빌런에서 벗어나 이 시기에 유행하던, 흑인을 전형화하는 영화에서 자주 등장하는 주제인 마약 밀매를 중점적으로 다루고 있다. 영화의 무대는 아프리카계 미국인의 문화적 거점인 할렘, 뉴올리언스, 그리고 카리브해 섬으로 이뤄져 있다. 또한 제임스 본드 영화에서는 처음으로 아프리카계 미국인 본드걸이 007과 연예 감정을 싹틔우는 모습이 연출되었다. 본드 걸은 글로리아 헨드리가 연기한 로지 카버다. 영화는 상업적으로 성공했으며 평론가로부터도 긍정적인 반응을 얻었다. 또한 폴 매카트니와 린다 매카트니가 쓰고 윙스가 부른 〈Live and Let Die〉가 아카데미 주제가상에 후보로 올랐다.

## 줄거리
MI6 요원 세 명이 뉴욕시의 유엔 본부와 뉴올리언스, 소규모 카리브 국가인 산 모니크에서 이 섬의 독재자 카낭가 박사의 작전을 감시하던 중 24시간 이내에 의문의 죽음을 당한다. 제임스 본드 요원 007은 조사를 위해 뉴욕으로 파견된다. 카낭가 역시 유엔을 방문하기 위해 뉴욕에 있다. 본드가 도착한 후, 본드를 중앙정보국 (CIA) 요원 펠릭스 라이터에게 데려다주던 운전사가 카낭가의 부하 중 한 명인 위스퍼에게 암살당한다. 본드는 이어진 차량 충돌로 거의 죽을 뻔한다.
살인범의 번호판을 따라 할렘에 도착한 본드는 미국 전역에 식당 체인을 운영하는 마피아 보스 미스터 빅을 만난다. 그러나 본드와 CIA는 뉴욕에서 가장 강력한 흑인 갱스터가 왜 중요하지 않은 섬의 지도자와 협력하는지 이해하지 못한다. 본드는 솔리테어라는 아름다운 타로 점술가를 만나는데, 그녀는 오베아의 힘으로 미래와 현재의 원격 사건을 모두 볼 수 있다. 미스터 빅은 부하들에게 본드를 죽이라고 명령하지만, 본드는 그들을 제압하고 CIA 요원 스트러터의 도움으로 탈출한다. 본드는 산 모니크로 날아가 현지 CIA 요원 로지 카버를 만난다. 그들은 본드의 동료인 쿼럴 주니어와 합류하여 보트를 타고 솔리테어의 집 근처로 간다. 본드는 로지가 카낭가의 이중간첩이라고 의심하자 로지는 도망치려 하지만 카낭가에게 원격으로 살해당한다. 본드는 모든 카드가 "연인"만 보이도록 조작된 타로 카드를 사용하여 솔리테어를 속여 운명이 그들을 위한 것이라고 믿게 한다. 본드는 그녀를 유혹한다. 순결을 잃고 미래를 예측하는 능력을 상실한 솔리테어는 카낭가에게 살해당할 것이라는 사실을 깨닫고 본드와 협력하기로 동의한다. 다음 날, 본드와 솔리테어는 카낭가가 숨겨진 대규모 양귀비 밭을 가지고 있음을 발견한다.
본드와 솔리테어는 보트를 타고 탈출하여 뉴올리언스로 날아간다. 그곳에서 본드는 미스터 빅에게 붙잡히는데, 미스터 빅은 보철 얼굴을 벗고 자신이 카낭가임을 밝힌다. 그는 헤로인을 생산하고 있으며, 산 모니크 현지인들의 오컬트와 부두교 사제 바론 사메디에 대한 두려움을 이용하여 양귀비 밭을 보호하고 있었다. 미스터 빅으로서 카낭가는 자신의 식당에서 헤로인을 무료로 배포하여 중독자의 수를 늘릴 계획이다. 그는 다른 마약상들을 무료 배포로 파산시킨 다음, 나중에 자신이 키운 엄청난 마약 의존성을 이용하여 헤로인에 높은 가격을 부과할 작정이다.
본드와 성관계를 맺고 타로 카드 읽는 능력을 잃은 솔리테어에게 격분한 카낭가는 그녀를 바론 사메디에게 희생시키도록 넘겨준다. 카낭가의 부하들인 한쪽 팔이 없는 티 히와 트위드 재킷을 입은 애덤은 본드를 디프사우스 오지 농장의 악어에게 먹히도록 내버려 둔다. 본드는 파충류의 등껍질을 밟고 안전하게 탈출한다. 마약 제조실에 불을 지른 후, 그는 스피드보트를 훔쳐 달아나고, 애덤의 명령을 받은 카낭가의 부하들과 나중에는 J.W. 페퍼 보안관과 루이지애나주 경찰의 추격을 받는다. 대부분의 추격자들은 난파되거나 뒤쳐지고, 애덤은 본드에 의해 보트 충돌로 사망한다.
본드는 산 모니크로 가서 쿼럴 주니어의 도움을 받아 양귀비 밭 전체에 시한 폭탄을 설치한다. 그는 폭탄이 밭을 파괴하는 순간 부두교 희생 제의에서 솔리테어를 구출하고, 사메디와 싸우는 동안 본드는 그를 때려 독사들로 가득 찬 관 속으로 떨어뜨린다. 본드와 솔리테어는 지하로 탈출하여 카낭가의 은신처로 들어간다. 카낭가는 둘을 모두 붙잡아 상어 탱크로 내려보낸다. 그러나 본드는 탈출하여 카낭가에게 상어 총에 사용되는 압축가스 알약을 강제로 삼키게 하고, 이로 인해 카낭가는 부풀어 올라 폭발한다.
라이터는 본드와 솔리테어를 뉴욕행 열차에 태운다. 티 히는 몰래 기차에 올라 본드를 죽이려 하지만, 본드는 그의 의수 팔의 전선을 자르고 그를 창밖으로 던져버린다. 영화가 끝날 무렵, 웃고 있는 사메디가 열차 앞부분에 타고 있는 모습이 드러난다.

## 배역
- 로저 무어: 제임스 본드 - 3명의 동료 요원의 죽음을 추적하는 임무가 맡겨진 영국 요원.
- 야펫 코토: 닥터 카낭가, 미스터 빅 - 마약왕까지 겸임하고 있는 카리브 해의 부패한 수상.
- 제인 시모어: 솔리테어 - 카낭가의 조수로 본드에게 애정을 가짐.
- 줄리어스 해리스: 티 히 존슨 - 카낭가의 심복으로 악어에게 오른팔을 잃어 기계 의수를 장착하고 있음.
- 데이비드 헤디슨: 펠릭스 라이터 - 본드의 CIA 동료로 그 또한 미스터 빅을 추적함.
- 글로리아 헨드리: 로지 카버 - 산 모니크에 배정된 CIA 요원.
- 클립톤 제임스: J.W. 페퍼 보안관 - 상스런 루이지애나의 보안관.
- 제프리 홀더: 바론 사메디 - 부두교 주술을 다룰 줄 아는 카낭가의 심복.
- 버나드 리: M - 영국 비밀정보부의 수장.
- 로이 스튜어트: 쿼럴 주니어 - 산 모니크에 있는 본드의 조력자로 닥터 노의 아들.
- 얼 졸리 브라운: 위스퍼 - 귓속말만 하는 카낭가의 심복.
- 토미 레인: 아담 - 007을 루이지애나주 늪에서 추적하던 카낭가의 심복 중 하나.
- 로이스 맥스웰: 머니페니 - M의 비서.
- 론 새튼: 해리 스트러터 - 본드를 뉴욕에서 보좌한 CIA 요원.
- 매들린 스미스: 미스 카루소 - 본드와 잠깐 로맨스를 가진 이탈리아 요원. 영화의 도입부에 잠깐 출연함.

## KBS 성우진 (2003년 1월 25일)
- 양지운 - 제임스 본드(로저 무어)
- 주유랑 - 솔리테어(제인 시모어)
- 이근욱 - 카낭가(야펫 코토)
- 임종국 - M(버나드 리)
- 이호인
- 최문자
- 김준
- 윤병화
- 성창수
- 최병상
- 황재경
- 김관진
- 김우정
- 원호섭
- 이규석